# Europees kampioenschap voetbal onder 16 - 1996 (kwalificatie)
Het kwalificatietoernooi voor het Europees kampioenschap voetbal onder 16 voor mannen was een toernooi dat duurde van . Dit toernooi zou bepalen welke 15 landen zich kwalificeerden voor het Europees kampioenschap voetbal mannen onder 16 van 1996. 
Oostenrijk hoefde niet aan dit toernooi mee te doen, omdat dit land als gastland direct gekwalificeerd is voor het hoofdtoernooi.

## Gekwalificeerde landen
| Land        | Gekwalificeerd als           | Aantal deelnames |
| ----------- | ---------------------------- | ---------------- |
| Oostenrijk  | Gastland                     | 8e               |
| Zwitserland | Winnaar kwalificatiegroep 1  | 6e               |
| Griekenland | Winnaar kwalificatiegroep 2  | 7e               |
| Israël      | Winnaar kwalificatiegroep 3  | 3e               |
| Slowakije   | Winnaar kwalificatiegroep 4  | 2e               |
| Duitsland   | Winnaar kwalificatiegroep 5  | 11e              |
| Kroatië     | Winnaar kwalificatiegroep 6  | Debuut           |
| Oekraïne    | Winnaar kwalificatiegroep 7  | 2e               |
| Polen       | Winnaar kwalificatiegroep 8  | 5e               |
| Roemenië    | Winnaar kwalificatiegroep 9  | 6e               |
| Turkije     | Winnaar kwalificatiegroep 10 | 6e               |
| Frankrijk   | Winnaar kwalificatiegroep 11 | 11e              |
| Portugal    | Winnaar kwalificatiegroep 12 | 12e              |
| Spanje      | Winnaar kwalificatiegroep 13 | 11e              |
| Ierland     | Winnaar kwalificatiegroep 14 | 5e               |
| Engeland    | Winnaar kwalificatiegroep 15 | 5e               |

## Kwalificatieronde

### Groep 1
De wedstrijden werden gespeeld tussen 25 en 29 februari 1996 in Malta.
| Pos | Team        | Wed | W | G | V | Ptn | DV | DT | +/− | Kwalificatie                      |   | SUI | YUG | MLT | ARM |
| --- | ----------- | --- | - | - | - | --- | -- | -- | --- | --------------------------------- | - | --- | --- | --- | --- |
| 1   | Zwitserland | 3   | 2 | 1 | 0 | 7   | 5  | 1  | +4  | Geplaatst voor het hoofdtoernooi. |   | —   | 1–1 | 3–0 | 1–0 |
| 2   | Joegoslavië | 3   | 1 | 2 | 0 | 5   | 4  | 2  | +2  |                                   |   | —   | —   | 2–0 | 1–1 |
| 3   | Malta       | 3   | 1 | 0 | 2 | 3   | 1  | 5  | −4  |                                   | — | —   | —   | 1–0 |     |
| 4   | Armenië     | 3   | 0 | 1 | 2 | 1   | 1  | 3  | −2  |                                   | — | —   | —   | —   |     |

### Groep 2
De wedstrijden werden gespeeld tussen 16 en 20 oktober 1995 in Bulgarije.
| Pos | Team        | Wed | W | G | V | Ptn | DV | DT | +/− | Kwalificatie                      |   | GRE | CZE | BUL |
| --- | ----------- | --- | - | - | - | --- | -- | -- | --- | --------------------------------- | - | --- | --- | --- |
| 1   | Griekenland | 2   | 1 | 1 | 0 | 4   | 3  | 0  | +3  | Geplaatst voor het hoofdtoernooi. |   | —   | 0–0 | 3–0 |
| 2   | Tsjechië    | 2   | 0 | 2 | 0 | 2   | 1  | 1  | 0   |                                   |   | —   | —   | 1–1 |
| 3   | Bulgarije   | 2   | 0 | 1 | 1 | 1   | 1  | 4  | −3  |                                   | — | —   | —   |     |

### Groep 3
De wedstrijden werden gespeeld tussen 20 september 1995 en 6 maart 1996.
| Pos | Team      | Wed | W | G | V | Ptn | DV | DT | +/− | Kwalificatie                      |     | ISR | ITA | HUN |
| --- | --------- | --- | - | - | - | --- | -- | -- | --- | --------------------------------- | --- | --- | --- | --- |
| 1   | Israël    | 4   | 2 | 2 | 0 | 8   | 4  | 2  | +2  | Geplaatst voor het hoofdtoernooi. |     | —   | 1–1 | 1–0 |
| 2   | Italië    | 4   | 1 | 3 | 0 | 6   | 5  | 3  | +2  |                                   |     | 1–1 | —   | 1–1 |
| 3   | Hongarije | 4   | 0 | 1 | 3 | 1   | 1  | 5  | −4  |                                   | 0–1 | 0–2 | —   |     |

### Groep 4
De wedstrijden werden gespeeld tussen 27 februari en 2 maart 1996 in Luxemburg.
| Pos | Team          | Wed | W | G | V | Ptn | DV | DT | +/− | Kwalificatie                      |   | SVK | LUX | LIE |
| --- | ------------- | --- | - | - | - | --- | -- | -- | --- | --------------------------------- | - | --- | --- | --- |
| 1   | Slowakije     | 2   | 2 | 0 | 0 | 6   | 12 | 0  | +12 | Geplaatst voor het hoofdtoernooi. |   | —   | 5–0 | 7–0 |
| 2   | Luxemburg     | 2   | 1 | 0 | 1 | 3   | 2  | 5  | −3  |                                   |   | —   | —   | 2–0 |
| 3   | Liechtenstein | 2   | 0 | 0 | 2 | 0   | 0  | 9  | −9  |                                   | — | —   | —   |     |

### Groep 5
De wedstrijden werden gespeeld tussen 25 oktober 1995 en 7 maart 1996.
| Pos | Team      | Wed | W | G | V | Ptn | DV | DT | +/− | Kwalificatie                      |     | GER | NED | CYP |
| --- | --------- | --- | - | - | - | --- | -- | -- | --- | --------------------------------- | --- | --- | --- | --- |
| 1   | Duitsland | 4   | 2 | 2 | 0 | 8   | 11 | 7  | +4  | Geplaatst voor het hoofdtoernooi. |     | —   | 3–0 | 3–2 |
| 2   | Nederland | 4   | 1 | 1 | 2 | 4   | 7  | 9  | −2  |                                   |     | 3–3 | —   | 3–0 |
| 3   | Cyprus    | 4   | 1 | 1 | 2 | 4   | 7  | 9  | −2  |                                   | 2–2 | 3–1 | —   |     |

### Groep 6
De wedstrijden werden gespeeld tussen 17 en 21 september 1995 in Rusland.
| Pos | Team        | Wed | W | G | V | Ptn | DV | DT | +/− | Kwalificatie                      |   | CRO | BLR | RUS | ALB |
| --- | ----------- | --- | - | - | - | --- | -- | -- | --- | --------------------------------- | - | --- | --- | --- | --- |
| 1   | Kroatië     | 3   | 3 | 0 | 0 | 9   | 7  | 0  | +7  | Geplaatst voor het hoofdtoernooi. |   | —   | 3–0 | 1–0 | 3–0 |
| 2   | Wit-Rusland | 3   | 2 | 0 | 1 | 6   | 3  | 4  | −1  |                                   |   | —   | —   | 2–1 | 1–0 |
| 3   | Rusland     | 3   | 1 | 0 | 2 | 3   | 3  | 3  | 0   |                                   | — | —   | —   | 2–0 |     |
| 4   | Albanië     | 3   | 0 | 0 | 3 | 0   | 0  | 6  | −6  |                                   | — | —   | —   | —   |     |

### Groep 7
De wedstrijden werden gespeeld tussen 18 en 22 oktober 1995 in Oekraïne.
| Pos | Team     | Wed | W | G | V | Ptn | DV | DT | +/− | Kwalificatie                      |   | UKR | LAT | GEO |
| --- | -------- | --- | - | - | - | --- | -- | -- | --- | --------------------------------- | - | --- | --- | --- |
| 1   | Oekraïne | 2   | 2 | 0 | 0 | 6   | 5  | 0  | +5  | Geplaatst voor het hoofdtoernooi. |   | —   | 4–0 | 1–0 |
| 2   | Letland  | 2   | 1 | 0 | 1 | 3   | 5  | 4  | +1  |                                   |   | —   | —   | 5–0 |
| 3   | Georgië  | 2   | 0 | 0 | 2 | 0   | 0  | 6  | −6  |                                   | — | —   | —   |     |

### Groep 8
De wedstrijden werden gespeeld tussen 17 en 21 oktober 1995 in Polen.
| Pos | Team     | Wed | W | G | V | Ptn | DV | DT | +/− | Kwalificatie                      |   | POL | LTU | MDA |
| --- | -------- | --- | - | - | - | --- | -- | -- | --- | --------------------------------- | - | --- | --- | --- |
| 1   | Polen    | 2   | 2 | 0 | 0 | 6   | 6  | 1  | +5  | Geplaatst voor het hoofdtoernooi. |   | —   | 3–1 | 3–0 |
| 2   | Litouwen | 2   | 0 | 1 | 1 | 1   | 2  | 4  | −2  |                                   |   | —   | —   | 1–1 |
| 3   | Moldavië | 2   | 0 | 1 | 1 | 1   | 1  | 4  | −3  |                                   | — | —   | —   |     |

### Groep 9
De wedstrijden werden gespeeld tussen 16 en 20 oktober 1995 in Roemenië.
| Pos | Team         | Wed | W | G | V | Ptn | DV | DT | +/− | Kwalificatie                      |   | ROU | AZE | EST |
| --- | ------------ | --- | - | - | - | --- | -- | -- | --- | --------------------------------- | - | --- | --- | --- |
| 1   | Roemenië     | 2   | 2 | 0 | 0 | 6   | 4  | 1  | +3  | Geplaatst voor het hoofdtoernooi. |   | —   | 1–0 | 3–1 |
| 2   | Azerbeidzjan | 2   | 1 | 0 | 1 | 3   | 3  | 2  | +1  |                                   |   | —   | —   | 3–1 |
| 3   | Estland      | 2   | 0 | 0 | 2 | 0   | 2  | 6  | −4  |                                   | — | —   | —   |     |

### Groep 10
De wedstrijden werden gespeeld tussen 21 en 25 november 1995 in Turkije.
| Pos | Team            | Wed | W | G | V | Ptn | DV | DT | +/− | Kwalificatie                      |   | TUR | SLO | MKD |
| --- | --------------- | --- | - | - | - | --- | -- | -- | --- | --------------------------------- | - | --- | --- | --- |
| 1   | Turkije         | 2   | 2 | 0 | 0 | 6   | 5  | 0  | +5  | Geplaatst voor het hoofdtoernooi. |   | —   | 2–0 | 3–0 |
| 2   | Slovenië        | 2   | 1 | 0 | 1 | 3   | 3  | 2  | +1  |                                   |   | —   | —   | 3–0 |
| 3   | Noord-Macedonië | 2   | 0 | 0 | 2 | 0   | 0  | 6  | −6  |                                   | — | —   | —   |     |

### Groep 11
De wedstrijden werden gespeeld tussen 30 oktober en 3 november 1995 in Frankrijk.
| Pos | Team          | Wed | W | G | V | Ptn | DV | DT | +/− | Kwalificatie                      |   | FRA | FIN | NIR |
| --- | ------------- | --- | - | - | - | --- | -- | -- | --- | --------------------------------- | - | --- | --- | --- |
| 1   | Frankrijk     | 2   | 2 | 0 | 0 | 6   | 8  | 2  | +6  | Geplaatst voor het hoofdtoernooi. |   | —   | 5–0 | 3–2 |
| 2   | Finland       | 2   | 1 | 0 | 1 | 3   | 1  | 5  | −4  |                                   |   | —   | —   | 1–0 |
| 3   | Noord-Ierland | 2   | 0 | 0 | 2 | 0   | 2  | 4  | −2  |                                   | — | —   | —   |     |

### Groep 12
De wedstrijden werden gespeeld tussen 6 en 10 maart 1996 in Portugal.
| Pos | Team       | Wed | W | G | V | Ptn | DV | DT | +/− | Kwalificatie                      |   | POR | SCO | DEN |
| --- | ---------- | --- | - | - | - | --- | -- | -- | --- | --------------------------------- | - | --- | --- | --- |
| 1   | Portugal   | 2   | 2 | 0 | 0 | 6   | 8  | 0  | +8  | Geplaatst voor het hoofdtoernooi. |   | —   | 1–0 | 7–0 |
| 2   | Schotland  | 2   | 1 | 0 | 1 | 3   | 1  | 1  | 0   |                                   |   | —   | —   | 1–0 |
| 3   | Denemarken | 2   | 0 | 0 | 2 | 0   | 0  | 8  | −8  |                                   | — | —   | —   |     |

### Groep 13
De wedstrijden werden gespeeld tussen 26 en 30 november 1995 in Wales.
| Pos | Team    | Wed | W | G | V | Ptn | DV | DT | +/− | Kwalificatie                      |   | ESP | WAL | FAR |
| --- | ------- | --- | - | - | - | --- | -- | -- | --- | --------------------------------- | - | --- | --- | --- |
| 1   | Spanje  | 2   | 2 | 0 | 0 | 6   | 9  | 0  | +9  | Geplaatst voor het hoofdtoernooi. |   | —   | 3–0 | 6–0 |
| 2   | Wales   | 2   | 1 | 0 | 1 | 3   | 4  | 4  | 0   |                                   |   | —   | —   | 4–1 |
| 3   | Faeröer | 2   | 0 | 0 | 2 | 0   | 1  | 10 | −9  |                                   | — | —   | —   |     |

### Groep 14
De wedstrijden werden gespeeld tussen 26 en 30 september 1995 in Ierland.
| Pos | Team      | Wed | W | G | V | Ptn | DV | DT | +/− | Kwalificatie                      |   | IRL | ISL | NOR |
| --- | --------- | --- | - | - | - | --- | -- | -- | --- | --------------------------------- | - | --- | --- | --- |
| 1   | Ierland   | 2   | 2 | 0 | 0 | 6   | 5  | 1  | +4  | Geplaatst voor het hoofdtoernooi. |   | —   | 3–0 | 2–1 |
| 2   | IJsland   | 2   | 1 | 0 | 1 | 3   | 1  | 3  | −2  |                                   |   | —   | —   | 1–0 |
| 3   | Noorwegen | 2   | 0 | 0 | 2 | 0   | 1  | 3  | −2  |                                   | — | —   | —   |     |

### Groep 15
De wedstrijden werden gespeeld tussen 23 en 27 oktober 1995 in Zweden.
| Pos | Team     | Wed | W | G | V | Ptn | DV | DT | +/− | Kwalificatie                      |   | ENG | SWE | BEL |
| --- | -------- | --- | - | - | - | --- | -- | -- | --- | --------------------------------- | - | --- | --- | --- |
| 1   | Engeland | 2   | 2 | 0 | 0 | 6   | 6  | 0  | +6  | Geplaatst voor het hoofdtoernooi. |   | —   | 5–0 | 1–0 |
| 2   | Zweden   | 2   | 1 | 0 | 1 | 3   | 3  | 5  | −2  |                                   |   | —   | —   | 3–0 |
| 3   | België   | 2   | 0 | 0 | 2 | 0   | 0  | 4  | −4  |                                   | — | —   | —   |     |

Jeugd-EK's: onder 21 · onder 19       Jeugd-WK's: onder 20 · onder 17